# Roxxxy Glam
Roxxxy Glam  (también conocida como Rocksi Glam)  es una artista mexicana, bajista y cantante originaria de Ciudad Cardel, Veracruz. Es miembro de Las Ultrasónicas y Fundadora de Coapa Bitch junto con Ricardo De la O (Boligoma, Autobomba, Gatomadre).

## Biografía
Roxxxy Glam es originaria de Ciudad Cardel, Veracruz. Siempre manifestó su gusto por la música en especial por Alaska y Dinarama y entre su abanico musical se encontraba Molotov, Cuca, Pixies, Siouxsie And The Banshees, 4 Non blondes, Maldita Vecindad y Zü entre otros.
Su primer contacto indirecto con su futura compañera de Banda en Ultrasónicas , Ali Gua Gua , se da cuando Roxxxy es enviada por sus padres a los 15 años a tomar las clases de etiqueta, maquillaje y estilo de Nena De la Reguera , madre de Ali Gua Gua aunque no coincidieron ya que la guitarrista ya radicaba en Ciudad de México.
Su pasión por la música la hizo viajar a la Ciudad de México para asistir al concierto de la banda Sin Dios . Durante ese viaje, un amigo le presenta a quien se convertiría en su esposo , Ricardo De la O.

## Ultrasónicas
Ya radicada en Ciudad de México, El primer contacto con las Ultrasónicas se da durante una presentación de Gatomadre donde Roxxxy Glam acompañaba a su pareja sentimental Ricardo De la O (guitarrista de aquella banda)y a la que también asiste Ali Gua Gua donde se enteran de que ambas son de Veracruz y que Roxxxy tomó clases con Nena De la Reguera, madre de Ali. 
Ricardo De la O  con su banda Gatomadre , compartía lugar de ensayo en la colonia Roma de la Ciudad de México con Resorte y Las Ultrasonicas entre otras más. Era frecuente ver a Roxxxy en los ensayos de Gatomadre además de que se convirtió en miembro de su Staff ayudando con el equipo y afinando los instrumentos.
Su inquietud natural la hizo comprarle un bajo eléctrico a Edmond , bajista de Gatomadre, para comenzar a aprender a tocarlo. Paralelo a este hecho se da en las Ultrasónicas una disputa por diversos motivos contractuales y de intereses por la reciente grabación de su segundo álbum "Ohh Síí, más,más" lo que da origen al rumor de que Jessy Bulbo bajista de estas últimas saldría de la agrupación lo que eventualmente sucedería justo después de la presentación a medios organizado por Sony en el Foro Alicia, que paradójicamente sería la primera vez que Roxxxy ve a la banda en vivo. Es la mánager de Las Ultrasónicas quien les confirma la salida de Jessy.
Roxxxy Glam es invitada  por Claudia Black quien en ese entonces coordinaba las actividades de la banda y las representab a hacer la prueba para el puesto de bajista aun y cuando no contaba con experiencia previa y recibió las primeras lecciones de los integrantes de Gatomadre , especialmente de Edmond y Ricardo aunque la mayor parte de su aprendizaje fue autodidacta . 
Con solo dos semanas de tiempo para prepararse , Roxxxy se hace del puesto de Bajista al mismo tiempo que la agrupación también recluta a Flor Edwarda Gurrola (Ediie Micro) como vocalista principal de tal forma que la agrupación queda con Jenny Bombo en Batería, Ali Gua Gua en guitarra , Eddie Micro en voz y Roxxxie Glam en bajo . Esta alineación debuta en diciembre de 2002 en la Feria de la pirotecnia en Tultepec para después presentarse en el Hard Rock Cafe de la Ciudad de México y en el festival Vive Latino . La banda recibe y acepta la invitación a participar en la película Dream en EE. UU. pero problemas en el visado hacen que Eddie Micro no pueda viajar lo que derivaria en su salida dejando esta alineación con una duración de 6 meses. Roxxxy cubre la gira por México , EEUU y Colombia para la promoción del álbum.
Roxxy participa en dos videos que fueron lanzados para apoyar el álbum "Ohh Síí, más,más", "Descocada" (de alta rotación e los canales especializados) y del cual hubo dos versiones aun con Eddy Micro y que estuvo inspirado en la película Faster, Pussycat! Kill! Kill! y "Godzilla" filmado en San Francisco, California.
Su debut en el estudio sería para la grabación en  2004 cuando graba "Camel de Sevilla " para la película mexicana "Matando Cabos" y en 2005 "Nada me pone" para el documental "1973".
Reducidas a trío y con la alineación que logra darle estabilidad a la banda se graba el tercer disco de la banda en 2007 llamado Corazón Rocker.

## Coapa Bitch
En 2007 Ricardo De la O , esposo de Roxxxy Glam, manejaba al grupo Lady Bombón y durante los ensayos de dicha banda surge la idea de crear una nueva agrupación llamada "Coapa Bitch"  con Roxxxy en el Bajo, Ricardo De la O en guitarra , Pasto Pastor en batería , Edmond (Boligoma, Gatomadre) en Bajo, Annuar Layón en guitarra acústica entre otros músicos más. 
Con Coapa Bitch graba dos discos (ambos de difusión física gratuita), !Ay wey, es gratis" e "Historias Calientes Vol.69" con la etiqueta musical de "Pornorock" derivado de sus letras divertidas y explícitas . 
Inicialmente  Roxxxy Glam combinaba las actividades de ambas bandas incluso realizando una serie de presentaciones en Veracruz . En 2013 Las Ultrasónicas entran en una pausa indefinida por lo cual Coapa Bitch se vuelve su proyecto musical principal . También participa de manera breve en las presentaciones en EEUU de la banda Loba.

## Regreso de Ultrásonicas
En 2023 se anuncia el regreso de Ultrasónicas después de una invitación para presentarse en el festival "Rock al parque" en Colombia con Jenny , Ali y Roxxxy . Realizan presentaciones con éxito en el Foro Indie Rock, Foro Cultural Hilvana y Festival Vive Latino entre varios más .
Dos canciones nuevas de las Ultrasónicas son presentadas y se da el debut oficial de Roxxxy como vocalista principal en el tema "Te la pelaste conmigo", si bien en muchos temas de la banda ya realizaba dicha función en vivo.
El primero de marzo de 2025 Roxxxy Glam recibió el reconocimiento  "Pioneras y Herederas del Rock en México" de manos de la Secretaría de Cultura de la CDMX y la Jefa de Gobierno de la CDMX y participaron en el festival "Sirenas al Ataque"  en un cartel integrado enteramente por mujeres donde Las Ultrasónicas interpretaron "El Diablito Loco" original de Leda Moreno y "Pobre de Ti" (acompañadas por Cecilia Bastida) original de Tijuana No . Posteriormente participó en el festival "Noches de Primavera " organizado por la secretaria de cultura del gobierno de la Ciudad de México. 

## Discografía

### Con Ultrasónicas
Álbumes de estudio:
- 2007 - Corazón rocker CD (Independiente)

### Con Coapa Bitch
- 2007 - Ay wey, es gratis CD
- 2017 - Historias Calientes,Vol. 69 CD
- 2019 - Grandes Exitos Coapeños

### Bandas Sonoras y Acoplados
- 2005 - Matando cabos CD (Universal) con la canción "Camel de Sevilla"

- 2006 - 1973 CD (Independiente) con la canción "Nada me pone"
- 2007 - Pumas: Muchachitos de porra Vol. 2 CD (Universal) con la canción "Blanco -que no te lo echen en cara-"